# پایتیم کاسمی
پایتیم کاسمی (انگلیسی: Pajtim Kasami؛ زادهٔ ۲ ژوئن ۱۹۹۲) یک بازیکن فوتبال سوئیس است که در حال حاضر به عنوان یک هافبک در باشگاه فوتبال سیون و تیم ملی فوتبال سوئیس بازی می‌کند.
از باشگاه‌هایی که در آن بازی کرده‌است می‌توان به باشگاه فوتبال پالرمو، باشگاه فوتبال فولام، باشگاه فوتبال لیورپول، باشگاه فوتبال لوتسرن، و باشگاه فوتبال المپیاکوس، تیم ملی فوتبال سوئیس، باشگاه فوتبال لوتسرن، و باشگاه فوتبال لاتزیو اشاره کرد.
وی همچنین در تیم‌های ملی فوتبال ۱۷، ۱۸، ۲۱ و ۲۳ سال سوئیس بازی کرده‌است.